# Hansjörg Felmy
Hansjörg Felmy (31 de enero de 1931 - 24 de agosto de 2007) fue un actor teatral, cinematográfico, televisivo y de voz de nacionalidad alemana. Uno de  sus papeles de mayor fama fue el del Comisario Haferkamp en la serie televisiva de la WDR Tatort, que interpretó en 20 episodios entre 1974 y 1980.

## Biografía

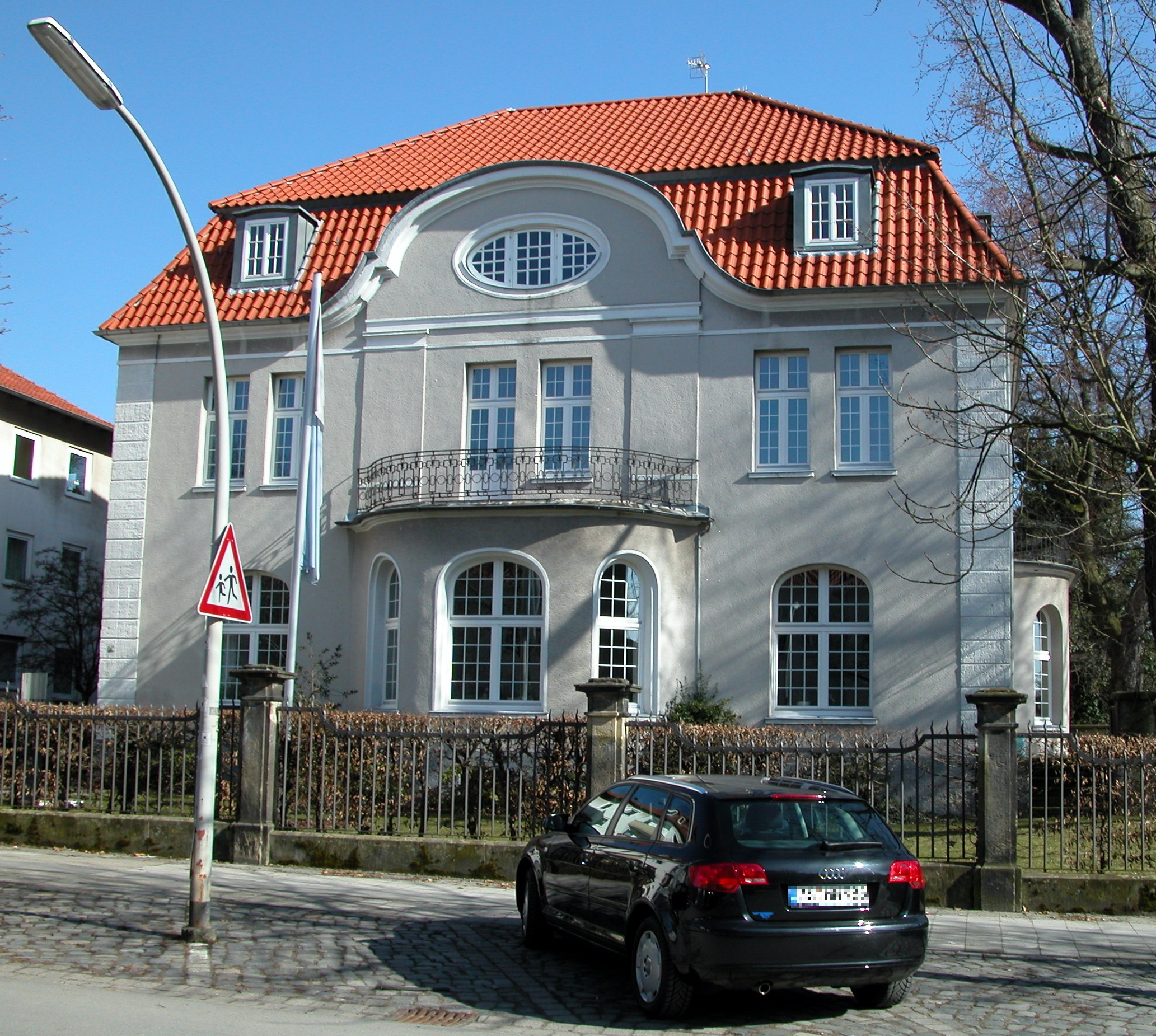
Villa Felmy, en Brunswick, donde creció Hansjörg Felmy

Su nombre completo era Hans-Jörg Hellmuth Felmy, y nació en Berlín, Alemania, siendo sus padres el General de la 
Luftwaffe Hellmuth Felmy y su esposa, Helene Boettcher. Criado en Brunswick, estudió en la Hoffmann-von-Fallersleben-Schule, aunque tras discutir con un maestro, abandonó la escuela sin conseguir su título. Probó entonces suerte en el comercio de la cerrajería y la impresión de libros, consiguiendo su primera experiencia como actor en una compañía teatral itinerante. Desde 1947 a 1949 estudió interpretación con Hella Kaiser. En 1949 obtuvo su primer compromiso teatral en la Ópera Estatal de Braunschweig, debutando con la obra de Carl Zuckmayer Des Teufels General, y en 1953 se trasladó al Theater Aachen. 
Su primera actuación en el cine llegó con Der Stern von Afrika (1957), film interpretado por Joachim Hansen. Después actuó en algunos clásicos del cine alemán, como Haie und kleine Fische (1957, con Horst Frank), Der Maulkorb (1958, con O. E. Hasse), Wir Wunderkinder (1958, con Robert Graf y Wolfgang Neuss), Der Greifer (1958, con Hans Albers), Buddenbrooks (1959, con Liselotte Pulver), y Und ewig singen die Wälder (1959, con Gert Fröbe), entre otras muchas películas. Además participó en algunas producciones internacionales, como la película de Alfred Hitchcock Cortina rasgada (1966).
Hasta inicios de los años 1970 se centró en su carrera cinematográfica, pero en 1972 inició su exitosa carrera en la televisión. Fue particularmente conocido por su papel del Comisario Haferkamp en la serie Tatort, al que encarnó desde 1974 a 1980. En la serie, Karin Eickelbaum encarnaba a su exesposa Ingrid. Felmy se convirtió en una de las estrellas televisivas más populares de la época.
Tras ello fue el actor principal en diferentes series televisivas. En Unternehmen Köpenick (1985) fue Philipp Kelch, y en Die Wilsheimer (1987) encarnó a Jean Ziegler. En 1990 fue coprotagonista de la serie Abenteuer Airport, con el papel de Charly Kapitzki. Su último papel principal fue Paul Hagedorn en la serie familiar Hagedorns Tochter (1994).
Como actor de voz, dobló a intérpretes como Jack Nicholson, Steve McQueen y Roy Scheider. Felmy también era capaz de cantar, y en el musical Camelot (1967) cantó doblando a Franco Nero, que encarnaba a Lanzarote.
A partir de 1954 trabajó intensamente para la radio, participando en 1956 en la obra So weit die Füße tragen, de Josef Martin Bauer, actuando con Wolfgang Wahl, Kurt Lieck y Walter Richter. En 1963 fue Charles Lindbergh en Mein Flug über den Ozean, y en 1970 Beatty en Fahrenheit 451, con Hellmut Lange, Marianne Mosa y Alfred Balthoff.
Felmy se casó por vez primera con la actriz Elfriede Rückert, con la que vivió varios años en Nebel, un municipio de la isla de Amrum. Tras divorciarse, en 1986 se casó con su compañera de toda la vida, Claudia Wedekind. Felmy sufrió osteoporosis desde mediados de los años 1990, por lo que decidió jubilarse. Pasó sus últimos años en Baja Baviera y en Frisia Septentrional.
Hansjörg Felmy falleció el 24 de agosto de 2007 en su casa de Eching, en el Distrito de Landshut. Se celebró su funeral en el Cementerio Waldfriedhof de Múnich Su urna fue enterrada bajo un árbol sin piedra conmemorativa, lubar donde también descansan los restos de Claudia Wedekind.

## Filmografía
- 1957 : Der Stern von Afrika
- 1957 : Haie und kleine Fische
- 1957 : Das Herz von St. Pauli
- 1958 : Der Greifer
- 1958 : Herz ohne Gnade
- 1958 : Wir Wunderkinder
- 1958 : Der Maulkorb
- 1958 : Unruhige Nacht
- 1959 : Und ewig singen die Wälder
- 1959 : Rommel ruft Kairo
- 1959 : Der Mann, der sich verkaufte
- 1959 : Menschen im Netz
- 1959 : Buddenbrooks
- 1959 : Ein Tag, der nie zu Ende geht
- 1960 : Die zornigen jungen Männer
- 1960 : Schachnovelle
- 1960 : Die Botschafterin
- 1960 : An heiligen Wassern
- 1961 : Die Ehe des Herrn Mississippi
- 1961 : Die Schatten werden länger
- 1961 : Das letzte Kapitel
- 1962 : Genosse Münchhausen
- 1962 : Die glücklichen Jahre der Thorwalds
- 1963 : Station Six-Sahara
- 1963 : Die Flußpiraten vom Mississippi
- 1963 : Der Henker von London
- 1964 : Nebelmörder
- 1964 : Das Ungeheuer von London-City
- 1964 : Das siebente Opfer
- 1965 : An der Donau, wenn der Wein blüht
- 1966 : Cortina rasgada
- 1966 : Flucht ohne Ausweg (miniserie TV)
- 1971 : Die Tote aus der Themse
- 1971 : Dem Täter auf der Spur (serie TV), episodio Flugstunde
- 1972 : Alexander Zwo (serie TV)
- 1974 : Tatort, episodio Acht Jahre später
- 1974 : Tatort, episodio Zweikampf
- 1974 : Tatort, episodio Der Mann aus Zimmer 22
- 1974 : Sonderdezernat K1 (serie TV), episodio Flucht
- 1975 : Tatort, episodio Wodka Bitter-Lemon
- 1975 : Tatort, episodio Die Abrechnung
- 1975 : Tatort, episodio Treffpunkt Friedhof
- 1975 : Tatort, episodio Zwei Leben
- 1976 : Tatort, episodio Fortuna III
- 1976 : Tatort, episodio Abendstern
- 1976 : Fluchtversuch
- 1977 : Tatort, episodio Spätlese
- 1977 : Tatort, episodio Drei Schlingen
- 1977 : Tatort, episodio Das Mädchen von gegenüber
- 1978 : Tatort, episodio Rechnung mit einer Unbekannten
- 1978 : Tatort, episodio Lockruf
- 1978 : Tatort, episodio Der Feinkosthändler
- 1978 : Tatort, episodio Die Kugel im Leib
- 1979 : Tatort, episodio Ein Schuß zuviel
- 1979 : Tatort, episodio Schweigegeld
- 1980 : Tatort, episodio Schußfahrt
- 1980 : Tatort, episodio Schönes Wochenende
- 1982 : Meine Frau erfährt kein Wort (TV)
- 1982 : Rendezvous der Damen (TV)
- 1982 : Urlaub am Meer (TV)
- 1984 : Ein Fall für zwei (serie TV), episodio Chemie eines Mordes
- 1984 : Abgehört (TV)
- 1985–1986 : Unternehmen Köpenick (serie TV)
- 1986 : Die Wilsheimer (serie TV)
- 1986 : Die Zukunft hat Geburtstag – 100 Jahre Automobil (programa TV)
- 1988 : Die Männer vom K3 (serie TV), episodio Familienfehde
- 1989 : Affäre Nachtfrost (TV)
- 1990 : Abenteuer Airport (serie TV)
- 1994 : Hagedorns Tochter (serie TV)
- 1995 : Faust (serie TV), episodio Drei Tage Zeit

## Radio (selección)
- 1954 : Das Buch Daniel, dirección de Wilhelm Semmelroth
- 1954 : Die Kraft und die Herrlichkeit, dirección de Wilhelm Semmelroth
- 1954 : Zweimal Napoleon, dirección de Hermann Pfeiffer
- 1955 : Das große Wagnis, dirección de Kurt Meister
- 1955 : Die Verschwörung des Fiesco zu Genua, dirección de Wilhelm Semmelroth
- 1955 : Abenteuerliche Flucht, dirección de Raoul Wolfgang Schnell
- 1955 : Neues aus Schilda, episodio Kein Respekt vor Hexen, dirección de Friedhelm Ortmann
- 1955 : Morgen um diese Zeit, dirección de Ludwig Cremer
- 1955 : Die Bürger von Calais, dirección de Wilhelm Semmelroth
- 1956 : Penthesilea, dirección de Wilhelm Semmelroth
- 1956 : Des Königs Sohn, dirección de Gottfried Gülicher
- 1956 : So weit die Füße tragen, dirección de Franz Zimmermann
- 1956 : Der Silberstrahl, dirección de Eduard Hermann
- 1956 : Winnetou, dirección de Kurt Meister
- 1957 : Die Tote in der Bibliothek, dirección de Friedhelm Ortmann
- 1957 : Morgen, dirección de Otto Kurth
- 1957 : Eine Gondel in Paris, dirección de Raoul Wolfgang Schnell
- 1957 : Es geschah in ... Italien, episodio Adonius kehrt heim, dirección de Friedhelm Ortmann
- 1958 : Die Feuerprobe, dirección de Gottfried Gülicher
- 1958 : Eugénie Grandet, dirección de Edward Rothe
- 1958 : Es geschah in ... USA, episodio Räuber und Gendarm, dirección de Kurt Meister
- 1959 : Es geschah in ... Italien, episodio Nicola, dirección de , dirección de Heinz Dieter Köhler
- 1959 : Es geschah in... Spanien, episodio Aktion Zweispitz, dirección de Raoul Wolfgang Schnell
- 1959 : Maxi, dirección de Fritz Peter Vary
- 1960 : Die Nacht vor Weihnachten, dirección de Friedhelm Ortmann
- 1961 : Das Grabmal des Infanten, dirección de Heinz Wilhelm Schwarz
- 1962 : Das Engagement, dirección de Friedhelm Ortmann
- 1962 : Der liebe Anton, dirección de Hermann Pfeiffer
- 1963 : Das Ende der Träume, dirección de Friedhelm Ortmann
- 1963 : Reduktionen, dirección de Hanskarl Zeiser
- 1963 : Mein Flug über den Ozean, dirección de Heinz Dieter Köhler
- 1963 : Die Probe, dirección de Gerhard F. Hering
- 1965 : Geständnisse – Stationen aus dem Leben eines Ratlosen, dirección de Gustav Burmester
- 1965 : Wörterbuch, dirección de Hans Gerd Krogmann
- 1965 : Der Wind, dirección de Hans Gerd Krogmann
- 1965 : Münchhausen, dirección de Raoul Wolfgang Schnell
- 1965 : Der Mann aus dem Süden, dirección de Otto Düben
- 1966 : Trents letzter Fall, dirección de Hans Gerd Krogmann
- 1966 : Mein Badezimmer hat eine Tenorstimme, dirección de Otto Kurth
- 1966 : Die schwarze Wolke, dirección de Otto Düben
- 1966 : Schnee, dirección de Friedhelm Ortmann
- 1966 : Der Leuchtturm, dirección de Horst H. Vollmer
- 1967 : Galgenfrist, dirección de Heinz Wilhelm Schwarz
- 1967 : Auf dem Weg zum Sarek, dirección de Otto Kurth
- 1967 : Das Haus an der Kurve, dirección de Heinz Wilhelm Schwarz
- 1967 : Grüner Plüsch und Papierblumen, dirección de Wolfram Rosemann
- 1967 : Herr Jota und die Tiere, dirección de Gustav Burmester
- 1968 : Die Triffids, dirección de Heinz Dieter Köhler
- 1968 : Eine perfekte Frau, dirección de Manfred Brückner
- 1968 : Anna Karenina, dirección de Ludwig Cremer
- 1968 : Das Leben Jonathan Wilds des Großen, dirección de Hans Gerd Krogmann
- 1969 : Kleine Enquête, dirección de Heinz Wilhelm Schwarz
- 1969 : Ich, der Robot, dirección de Günther Sauer
- 1969 : Die Gefangenschaft des Obatalla, dirección de Günther Sauer
- 1970 : Die Auswanderer, dirección de Raoul Wolfgang Schnell
- 1970 : Ein rätselhafter Zug, dirección de Wolfram Rosemann
- 1970 : Hören zwei Stimmen, dirección de Heinz Wilhelm Schwarz
- 1970 : Die schwarze Kerze, dirección de Gustav Burmester
- 1970 : Fahrenheit 451, dirección de Günther Sauer
- 1971 : Das nichtende Nichts, dirección de Gert Haucke y Otto Düben
- 1971 : Die Auseinandersetzung, dirección de Günther Sauer
- 1971 : Eine Liebe ist der andern wert, dirección de Edward Rothe
- 1972 : Indizien, dirección de Otto Kurth
- 1972 : Schlüssel-Szene, dirección de Heinz Wilhelm Schwarz
- 1972 : Der Ehrenpunkt, dirección de Gustav Burmester
- 1973 : Auswege, dirección de Otto Kurth
- 1973 : Schwarz wird stets gemalt der Teufel, dirección de Heiner Schmidt
- 1974 : Bumerang, dirección de Heinz-Günter Stamm
- 1974 : Mord-Report, dirección de Heiner Schmidt
- 1975 : Der Vierte zum Doppel, dirección de Heinz Wilhelm Schwarz
- 1975 : Der Spitzel, dirección de Heinz Wilhelm Schwarz
- 1976 : Lieber fremdes Blut am eigenen Messer, dirección de Frank Hübner
- 1976 : Papa Joe & Co. , dirección de Heiner Schmidt
- 1983 : Fremde Fenster, dirección de Ulrich Lauterbach
- 1984 : Wir Mannen von der Shilo-Ranch, dirección de Klaus Mehrländer
- 1990 : Die Liechtenstein Originale, dirección de Thomas Körner

## Premios
- 1958 : Premio Bambi
- 1958 : Máscara de Oro
- 1959 : Premio Bambi
- 1961 : Premio Bravo Otto de plata
- 1961 : Verleihung der Goldenen Kamera
- 1977 : Premio Bambi
- 1980 : Verleihung der Goldenen Kamera
- 1987 : Comisionado de honor de Niederbayern
- 2001 : Cruz de la Orden del Mérito de la República Federal de Alemania